# Alfoz de Toro
Alfoz de Toro es una de las comarcas naturales de la provincia de Zamora. 
Cuenta con una población total de 13 377 habitantes. La cabeza de la comarca es la ciudad de Toro, que cuenta con 9.466 habitantes.
Destaca el cultivo de la vid, con la Denominación de Origen de Toro, que supera los límites comarcales.
Toro tuvo el rango de provincia, que comprendía los partidos de Carrión de los Condes y Reinosa, pero lo perdió al integrarse sus territorios en las provincias de Santander, Palencia, Valladolid y Zamora. La supresión tuvo lugar el 24 de agosto de 1803.
Esta comarca, a pesar de su gran sentido de identidad, con características geográficas, económicas, sociales e históricas afines, no cuenta con el necesario reconocimiento legal para su desarrollo administrativo, lo que ha llevado a sus municipios a organizarse en mancomunidades como única fórmula legal que les permite la optimización de la gestión de algunos servicios públicos municipales.

## Geografía

### Municipios
- Abezames
- Aspariegos
- Bustillo del Oro
- Fresno de la Ribera
- Fuentesecas
- Gallegos del Pan
- Malva
- Matilla la Seca
- Morales de Toro
- Peleagonzalo
- Pinilla de Toro
- Pozoantiguo
- Toro (con La Azucarera, Granja Florencia, Monte la Reina, Tagarabuena, Villaguer, Villaveza y El Gejo)
- Valdefinjas
- Venialbo
- Vezdemarbán
- Villalonso
- Villalube
- Villardondiego
- Villavendimio